# وفاء شهاب الدين
وفاء نصر شهاب الدين (مواليد 23 يناير  في قرية قبريط في مدينة فوه) هي كاتبة وروائية وقاصة مصرية. حصلت على الليسانس من قسم اللغة العربية من كلية الآداب بجامعة طنطا، فرع كفر الشيخ عام 1998. وهي عضو اتحاد الكتاب المصريين واتحاد الكتاب العرب واتحاد الكتاب الأفروآسيويين، وعضو نادي القصة. تكتب وفاء في القصة القصيرة والرواية، وتتناول في كتاباتها نظرتها للعالم، حيث يتداخل القمع الاجتماعي مع القمع السياسي والاقتصادي. وعُرفت كتابتها بالمثيرة للجدل، حيث تكشف المسكوت عنه في المجتمع وتخرج على آليات السرد المتعارف عليه، وتسجل وجهة نظرها عن العالم، وتمرر الحقائق عبر ما تكتبه، وتكتب قصصًا واقعية، رغم انتمائها إلى عالم الخيال أكثر من الواقع. صدر لها العديد من الأعمال الأدبية أبرزها مهرة بلا فارس عام 2006 بطبعتيها الأولى والثانية؛ وروايات نصف خائنة وسيدة القمر وتاج الجنيات والمجموعة القصصية رجال للحب فقط وسندريللا حافية، والتي حصلت بها على المركز الثانى في إحدى جوائز اتحاد الكتاب.

## مؤلفاتها
- رواية مهرة بلا فارس، صدرت في القاهرة عام 2006 عن دار الإسلام للطباعة والنشر، ثم طبعة ثانية عن دار اكتب للنشر بالقاهرة.
- ترانيم العشاق، رواية إلكترونية
- رواية سيدة القمر، صادرة عن دار اكتب للنشر والتوزيع
- المجموعة القصصية رجال للحب فقط عن دار اكتب للنشر بالقاهرة
- رواية نصف خائنة صدرت عن دار اكتب للنشر والتوزيع
- رواية تاج الجنيات عن دار اكتب للنشر والتوزيع
- رواية طوفان اللوتس عن مجموعة النيل العربية للنشر والتوزيع بالقاهرة.
- رواية تذكر دوما أنني أحبك عن مؤسسة غراب للنشر والتوزيع.
- المجموعة القصصية سندريللا حافية عن دار اكتب للنشر والتوزيع بالقاهرة.
- رواية "غواي" عن مجموعة النيل العربية للنشر والتوزيع بالقاهرة
- تحرير كتاب "صقر الخيمة"مذكرات السيدة صفية فركاش زوجة العقيد معمر القذافي